# لعکاکشه
لعکاکشه (به فرانسوی: Laagagcha) یک شهرک در مراکش است که در استان سیدی بنور واقع شده‌است. لعکاکشه ۱۴٬۳۱۳ نفر جمعیت دارد.